# Аминево (Уйский район)
Ами́нево — село в Уйском районе Челябинской области России. Административный центр Аминевского сельского поселения.

## География
Через село протекает река Уй. Ближайшие населённые пункты: село Кидыш и посёлок Вишнёвка. Расстояние до районного центра Уйского 25 км.

## История
Дата основания села примерно в 1746-1747 годах. Первые поселенцы проживали недалеко от pек Багаряк и Синары. Возглавлял поселенцев Амин Ибрагимов, названо село его именем.
В 1930-е гг. организован колхоз «Красный путь» («Кызыл Юл»).

## Население
| 2002 | 2010 |
| ---- | ---- |
| 894  | ↘830 |

По данным Всероссийской переписи, в 2010 году численность населения села составляла 830 человек (408 мужчин и 422 женщины).

## Улицы
Уличная сеть села состоит из 7 улиц и 7 переулков.

## Религия
Мечети
- Мечеть